# Podhradí (ort i Tjeckien, Zlín)
Podhradí är en ort i Tjeckien.   Den ligger i regionen Zlín, i den östra delen av landet, 270 km öster om huvudstaden Prag. Podhradí ligger 346 meter över havet och antalet invånare är 202.
Terrängen runt Podhradí är kuperad åt nordost, men åt sydväst är den platt.Runt Podhradí är det ganska tätbefolkat, med 90 invånare per kvadratkilometer. Närmaste större samhälle är Zlín, 12,2 km nordväst om Podhradí. I omgivningarna runt Podhradí växer i huvudsak blandskog.